# Marie-Noëlle Jacquet
Pour les articles homonymes, voir Jacquet.
Marie-Noëlle Jacquet (née le 18 juin 1975 à Orléans) est une athlète française, spécialiste du cross-country.

## Biographie
Elle remporte le cross court du Championnat de France de cross-country en 2007 et en 2009. 